# Асприлья, Дайрон
Дайрон Эстибенс Асприлья Ривас (исп. Dairon Estibens Asprilla Rivas; 25 мая 1992, Истмина, Колумбия) — колумбийский футболист, вингер клуба «Атлетико Насьональ».

## Клубная карьера

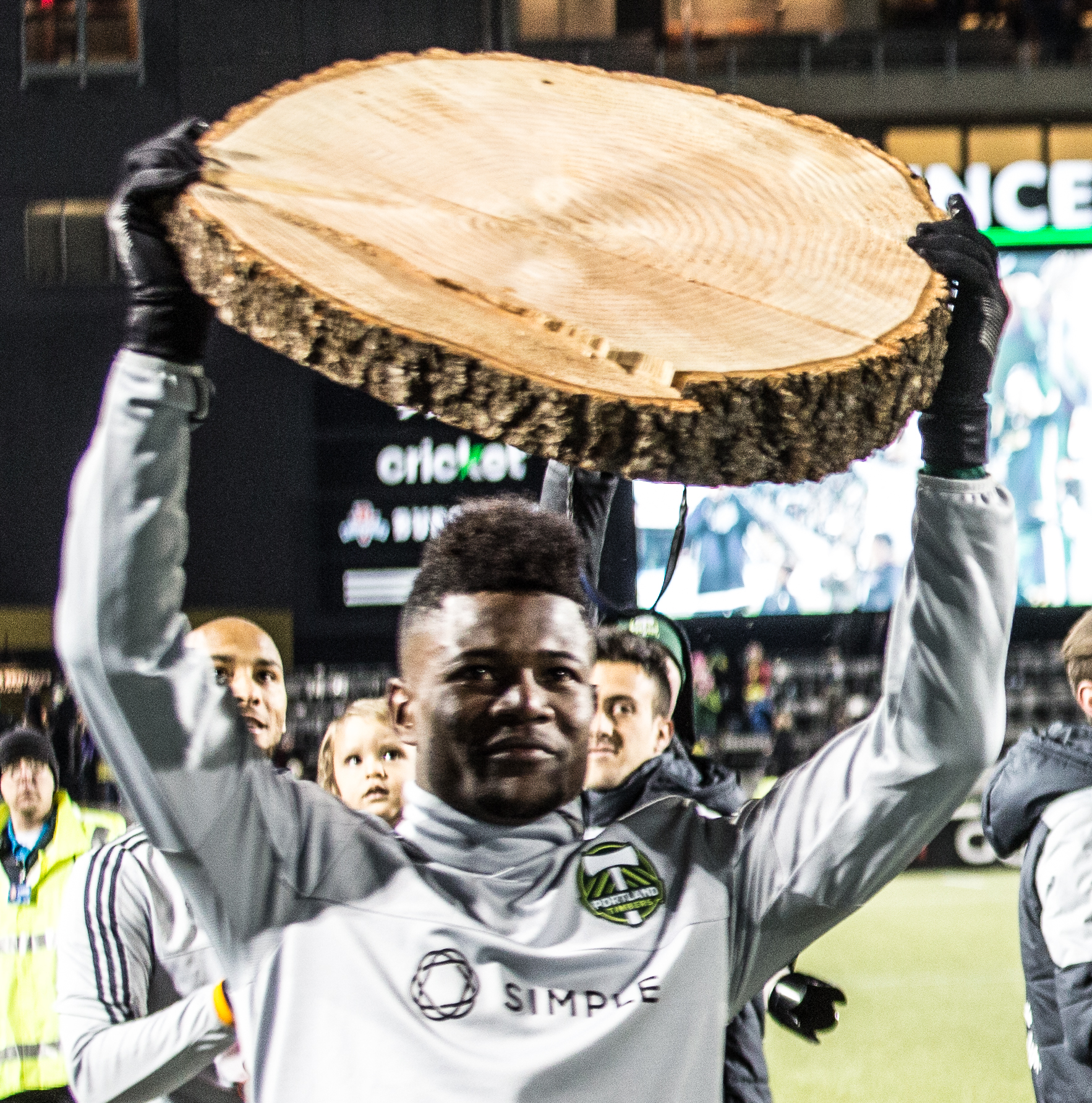
Асприлья в составе «Портленд Тимберс»

Асприлья — воспитанник клуба «Атлетико Насьональ». Для получения игровой практики в 2012 году он был отдан в аренду в «Альянса Петролера». 29 января в матче против «Академии» Дайрон дебютировал в Примере B. 26 февраля в поединке против «Сукре» Асприлья забил свой первый гол за «Петролеру». В своём первом сезоне он забил 11 мячей в 38 матчах и помог команде выйти в элиту. 2 февраля 2013 года в поединке против «Санта-Фе» Дайро дебютировал в Примере A.
В конце 2014 года Асприлья перешёл в американский «Портленд Тимберс». 8 марта в матче против «Реал Солт-Лейк» Дайро дебютировал в MLS. 20 апреля в поединке против «Нью-Йорк Сити» он забил свой первый гол за «дровосеков». В том же году Асприлья помог команде впервые в истории выиграть Кубок MLS.
Летом 2016 года Асприлья на правах аренды вернулся на родину, став футболистом «Мильонариос». 10 июля в матче против «Санта-Фе» он дебютировал за новый клуб. В этом же поединке Дайрон забил свой первый гол за «Мильонариос». После окончания аренды он вернулся в «Портленд Тимберс».
Летом 2024 года Асприлья вернулся в «Атлетико Насьональ».

## Достижения
Командные
 «Портленд Тимберс»
- Обладатель Кубка MLS: 2015
- Победитель Турнира MLS is Back (2020)